# Швейкі-Малі
Швейкі-Малі (пол. Szwejki Małe) — село в Польщі, у гміні Біла-Равська Равського повіту Лодзинського воєводства.
Населення — 151 особа (2011).
У 1975-1998 роках село належало до Скерневицького воєводства.

## Демографія
Демографічна структура станом на 31 березня 2011 року:
|          | Загалом | Допрацездатний вік | Працездатний вік | Постпрацездатний вік |
| -------- | ------- | ------------------ | ---------------- | -------------------- |
| Чоловіки | 77      | 21                 | 45               | 11                   |
| Жінки    | 74      | 16                 | 37               | 21                   |
| Разом    | 151     | 37                 | 82               | 32                   |